# دوري هونغ كونغ لكرة القدم 1957–58
دوري هونغ كونغ لكرة القدم 1957–58 هو الموسم 13 من دوري هونغ كونغ لكرة القدم ‏. كان عدد الأندية المشاركة فيه 13، وفاز فيه نادي جنوب الصين.